# بازی کالاهای عمومی
بازی کالاهای عمومی یکی از پایه‌های اقتصاد تجربی است. در این بازی، افراد تصمیم می‌گیرند چه مقداری از دارایی‌های خصوصی خود را در سبد عموم قرار دهند. دارایی‌هایی که عمومی می‌شوند در یک ضریب بزرگتر از یک و کوچکتر از تعداد افراد مشارکت‌کننده در بازی ضرب شده و کالای عمومی حاصل، به‌طور مساوی بین همه افراد تقسیم می‌شود. هر فرد، باقی‌مانده دارایی‌های شخصی اش را نیز حفظ می‌کند.

## نتایج
مجموع مطلوبیت افراد در حالتی بیشینه می‌شود که کل دارایی همه افراد تبدیل به کالای عمومی‌شود. با این حال، تعادل نش این بازی حالتی است که همهٔ افراد کل دارایی هایشان را نزد خود حفظ کرده و چیزی به سبد عمومی اضافه نکنند. اگر این مسئله یک تمرین تحلیلی در نظریه بازی باشد، هر فرد با رفتار عقلایی و صرف نظر از رفتار دیگران، صفر واحد از دارایی خود را صرف تولید کالای عمومی می‌کند.
اما در واقع تعادل نش به ندرت در آزمایش‌ها دیده می‌شود. مردم تمایل دارند بخشی از دارایی‌های خود را به مشارکت در تولید کالاهای عمومی اختصاص دهند. سطح واقعی مشارکت افراد، تفاوت وسیعی دارد (از صفر درصد دارایی اولیه تا کل دارایی). متوسط مشارکت افراد در تولید کالای عمومی، وابسته به ضریبی است که از دارایی‌های خصوصی افراد، کالای عمومی را تولید می‌کند. کاپارو راه حل جدیدی برای این دوراهی اجتاعی ارائه داده است، بر مبنای راه حل او بازیکنان پیش‌بینی می‌کنند که آیا بازی همکارانه منفعت بیشتری دارد یا نه؟ و اگر چنین باشد، با نرخی که بنا به سطح پیش‌بینی آن‌ها تعیین می‌شود، به همکاری می‌پردازند. این مدل پیش‌بینی می‌کند که با افزایش ضریب مطرح شده در بازی، تمایل افراد به همکاری و مشارکت در تولید کالاهای عمومی نیز افزایش می‌یابد.

## شکل های مختلف بازی

### بازی کالاهای عمومی تکرار شونده
بازی تکرارشونده کالاهای عمومی، همان مجموعه از بازیکنان را ادوار متوالی درگیر می‌کند. نتیجه معمول بازی، کاهش نسبت مشارکت افراد نسبت به بازی تک مرحله ای است. وقتی که مشارکت کنندگان در تولید کالاهای عمومی مشاهده می‌کنند که هر کار می‌کنند، بعضی از رفتار خود دست نمی‌کشند و مشارکت کمتری در بازی دارند، تمایل به کاهش سطح مشارکت خود در دوره‌های بعد می‌یابند. و بدین ترتیب سطح کالای عمومی تولید شده، دوره به دوره کاهش می‌یابد. اما به ندرت پیش می‌آید که در آزمایش‌های تکرارشونده این بازی، سطح مشارکت به صفر برسد، زیرا اغلب هسته سختی از مشارکت کنندگان در بازی وجود دارد.

### بازی کالاهای عمومی باز (شفافیت)
اگر مقدار مشارکت هر فرد مخفی نباشد، سطح کالای عمومی تولید شده به شکل قابل توجهی افزایش می‌یابد. این نکته در صورت‌های مختلف از طراحی آزمایش پابرجاست.

### بازی کالاهای عمومی با تنبیه و تشویق
گزینه تنبیه افرادی که در تولید کالاهای عمومی مشارکت نمی‌کنند و پاداش به فردی که بالاترین سطح مشارکت را دارد، موضوع آزمایش‌های بسیاری بوده‌است. یافته‌ها نشان می‌دهند که عدم پاداش، مانند تحریم به نظر نمی‌رسد و پاداش‌های نمی‌توانند جایگزین تنبیه شوند. بلکه این سازوکارها به شکل کاملاً متفاوتی افراد را به مشارکت وادار می‌کنند.
اعمال تنبیه در بیشتر آزمایش‌ها منجر به افزایش سطح مشارکت بازیکنان می‌شود، حتی با وجود هزینه ای که هر بار اعمال تنبیه خواهد داشت. با این حال، با وجود تنبیه‌های پرهزینه، مطلوبیت حاشیه ای لااقل در ابتدا کاهش می‌یابد. از سوی دیگر مطالعه ای در سال 2007 نشان می‌دهد که پاداش‌ها نمی‌توانند به تنهایی همکاری پایدار بلندمدت را ایجاد کنند.
فلذا بسیاری از مطالعات ترکیبی از تنبیه و پاداش را پیشنهاد می‌دهند. به نظر می‌رسد که ترکیب این دو می‌تواند سطح بالاتری از همکاری و مشارکت، و نیز سطح بالاتری از مطلوبیت حاشیه ای در بازی ایجاد کند. این یافته‌ها در بازی‌هایی تکرارشونده با گروه‌های متفاوت نیز مانند بازی تکرارشونده یک گروه یکسان برقرار است.

### منافع و هزینه های نامتقارن
توابع هزینه و منفعت نامتقارن اثیر مستقیمی بر رفتار آحاد اقتصادی در میزان مشارکت آن‌ها دارد. هنگامی که افراد با بازپرداخت‌های متفاوتی نسبت به مشارکتشان مواجه شوند، هر کدام رفتار متفاوتی از خود نشان می‌دهند و در هر صورت، باز هم تعادل نش روی نمی‌دهد.

### تنوع درآمد
یکی از شیوه‌ها برای پیشرفت مطالعات پیرامون مسئله سواری مجانی، از طریق ایجاد تنوع در دارایی اولیه افراد بازی کالاهای عمومی بوده‌است. مدل ساده بازی کالاهای عمومی، نمی‌تواند اثر جانشینی میان کالاهای خصوصی، کالاهای عمومی و استراحت را دریابد.

## ضریب
برای این که میزان مشارکت افراد غیرعقلایی باشد، باید مقدار دارایی‌های خصوصی که در تولید کالاهای عمومی به اشتراک نهاده می‌شوند، در ضریبی کوچکتر از تعداد بازیکنان و بزرگتر از یک ضرب شوند. به جز این، اندازهٔ ضریب اثر کمی روی استراتژی بازیکنان دارد، اما ضرایب بزرگتر موجب درصد بالاتری از مشارکت هر فرد می‌شود.
برای تعداد زیادی از بازیکنان (مثلاً 40) و ضرایب کوچکتر (مثل 1.03) پس از چند دور تکرار بازی، تقریباً هیچ کس در بازی مشارکت نخواهد کرد. با این حال، با همان تعداد از افراد و ضریبی در حدود 1.3، میانگین مشارکت افراد حدود 50 درصد از دارایی اولیه آنهاست.

## کاربردها
نام بازی برگرفته از مفهوم اقتصادی کالای عمومی است. بعضی از کالاهای عمومی تخصیص ناپذیرند و همه از آن منتفع می‌شوند، بدون توجه به این که هر کس چقدر در تولید آن مشارکت داشته‌است، مانند روشنایی خیابان. بعضی نظریات اقتصادی پیرامون کالای عمومی مدعی اند که افراد برای تولید کالاهای عمومی تخصیص ناپذیر، با نرخی کمتر از بهینه اجتماعی مشارکت می‌کنند، زیرا انگیزه ای برای مشارکت در تولید آن دارند و مسئله معضل مفت سواری شکل می‌گیرد. بازی کالاهای عمومی که برای آزمون این باور طراحی شده‌است، نظریات رفتار اجتماعی را به یکدیگر متصل می‌سازد.